# Slađana Milošević
Aleksandra „Slađana“ Milošević (Beograd, 3. oktobar 1955 — Beograd, 26. mart 2024) bila je srpska pevačica. Smatra se muzičkom ikonom novog talasa 1980-ih u Jugoslaviji.

## Biografija
Slađana je pokazivala interesovanje za muziku još u detinjstvu. U svojoj petoj godini je primljena u muzičku školu na odsek klavira. Doprinos modernoj muzici dala je već u svojoj dvanaestoj godini života svirajući i pevajući u grupama kao što je Nebeska konjica, Epitaf8, Džentlmeni.
Svoj prvi solo nastup je imala na festivalu Studentsko ljeto u Maglaju, 1974. godine, gde je osvojila Grand Prix.
Godine 1977, isplivala je na površinu jugoslovenske pop-rok scene, sa pesmom Au, au i iste godine imala svoj prvi veći nastup na koncertu kod Hajdučke česme, gde je nastupala pre Bijelog Dugmeta. Slađana je počela da ruši tabue, kad je izdala pesmu pod nazivom Seksi dama, koja je bila zabranjena za emitovanje na brojnim radijskim i televizijskim programima.
Godine 1979, promovisala je pesmu Amsterdam. 1981. godine nastupila na izboru za jugoslovenskog predstavnika na Pesmi Evrovizije u Beogradu i osvojila osmo mesto sa kompozicijom Recept za ljubav.
1983. godine otišla je u Nemačku, gde je osnovala grupu Neutral Design, sa kojom je izdala album, veoma uspešan u Nemačkoj i Švedskoj. 1984. godine se rodila pesma pod nazivom Princeza, duet sa Dadom Topićem, koja je prevedena i na engleski jezik (Starlight). 1989. godine je otišla u Sjedinjene Države, gde je neko vreme svirala sa grupom Baby Sister, ali je takođe radila i druge poslove. Jedno vreme je bila broker na berzi, a radila je i u marketinškim agencijama. 1995. godine se vratila se u Beograd i poslednje godine života provela na relaciji Beograd — Los Anđeles.
Njeni najveći hitovi do danas na domaćim prostorima su pesme Au, au, Seksi dama, Simpatija, Upali svetlo, Amsterdam, Očigledno nije mi svejedno, Klovn i smrt, Srećan ti rođendan, Moj brat po pesmi, Baby, Pusti neka stvari teku svojim tokom, Ko će reći ljudima, Neko je tu, Nad tobom anđeli imaju moć, Samsara, Fantastično putovanje, Dolazi zima, Bez nade, Tokata, Miki, Miki veliki, Svetla Kaira, Njujork, Recept za ljubav, Ja sam neka čudna vrsta, Čuvaj me, Princeza, Hey, Little Boy, No, No, No (Toy Boy).

### Bolest i smrt
Od kraja 2021. godine se lečila od autoimune Sjegrenove bolesti nakon čega je jedno vreme bila vezana za krevet i invalidska kolica. Krajem 2023. je javno govorila o težini svoje bolesti i borbe protiv iste. U martu 2024. je primljena u zemunsku bolnicu zbog simptoma COVID 19. Nakon teških komplikacija usled osnovne bolesti i upale pluća Slađana Milošević je preminula 26. marta 2024. godine u Zemunu.

## Knjige
Godine 2001, zajedno sa  Jasminom Malešević, Slađana Milošević je izdala knjigu pod nazivom "Adame ne ljuti se", koja je predstavljena u "Aeroklubu" pored istaknutih ličnosti književnosti i kritičara kao što su, prof. dr Ratko Božović, Velja Pavlović i Dušica Milanović. Knjigu je izdao, "Draslar partner".

## Diskografija
- 1976.
- 1977.
- 1978.
- 1978.
- 1978.
- 1979.
- 1981.
- 1983. Neutral design
- 1984.
- 1984.
- 1985.
- 1987.
- 1988.
- 1998.
- 2000.
- 2002. , vol.1, 2 и 3
- 2008. Fantastično putovanje CD + DVD

## Festivali

### Hit leta
- Au, au - Hit leta '77, pobednička pesma

### Beogradsko proleće
- Simpatija - Beogradsko proleće '78
- Srećan ti rođendan - Beogradsko proleće '81 (sa grupom Ljudi, veče pop - rok muzike)
- Srećan ti rođendan - Beogradsko proleće '91 (Veče posvećeno hitovima Beogradskog proleća povodom 30 godina od osnivanja festivala)

### Jugoslovenski izbor za Evrosong
- Recept za ljubav - Jugoslovenski izbor za PE, Beograd '81, osmo mesto
- Princeza - Jugoslovenski izbor za PE '84 (duet sa Dadom Topićem), Skoplje '84, šesto mesto

Opatija
- Samsara - Opatija '84, nagrada za najbolju interpretaciju

### MESAM
- Fantastično putovanje - MESAM '85
- Bez nade - MESAM '87, pobednička pesma

### Pjesma Mediterana, Budva
- Kad' reči zastanu (Verujem u nas) - Budva 2010 (duet sa Dadom Topićem), pobednička pesma

## Spoljašnje veze
- Zvanični sajt Slađane Milošević (језик: енглески)
- „Fotogalerija na zvaničnom sajtu”. Архивирано из оригинала 10. 11. 2019. г. Приступљено 10. 11. 2019.
- Slađana Milošević: Žena sve može, jer mora („Večernje novosti“, 10. septembar 2012)
- Ne postoji muški i ženski svet - intervju („Politika“, 30. septembar 2012)